# Midhurst
Midhurst (engelskt uttal: [ˈmɪdhɜːrst]) är en småstad och civil parish i grevskapet West Sussex i sydöstra England. Staden ligger i distriktet Chichester, cirka 16,5 kilometer norr om Chichester. Tätorten (built-up area) hade 5 371 invånare vid folkräkningen år 2021.